# Карасу (Жарминский район)
Карасу (каз. Қарасу) — село в Жарминском районе Абайской области Казахстана. Входит в состав Кызылагашского сельского округа. Код КАТО — 634481300.

## Население
В 1999 году население села составляло 217 человек (107 мужчин и 110 женщин). По данным переписи 2009 года, в селе проживало 159 человек (84 мужчины и 75 женщин).